# Europastraße 852
Die Europastraße 852 (kurz: E 852) führt von Ohrid (Nordmazedonien) über Struga (Nordmazedonien) und Elbasan (Albanien) nach Tirana (Albanien). Von Struga bis Elbasan ist die E 852 Teil der Paneuropäischen Verkehrskorridors VIII und von Ohrid bis Elbasan entspricht der Verlauf größtenteils der antiken Via Egnatia.
Albanien ist erst seit 2006 Mitglied des European Agreement on Main International Traffic Arteries (AGR; Europäisches Übereinkommen über die Hauptstraßen des internationalen Verkehrs) vom 15. November 1975, das die Europastraßen regelt. In der offiziellen Karte der Europastraßen von 2007 fehlen die albanischen Routen noch, endet also nach 29 Kilometern an der albanisch-nordmazedonischen Grenze. Die Strecke innerhalb Albaniens ist aber zumindest teilweise als „E 852“ ausgeschildert, in Kartenwerken als Europastraße verzeichnet und in vielen offiziellen Dokumenten aufgelistet.

## Verlauf
Die Europastraße 852 verbindet die E 65 im Westen von Nordmazedonien mit den Zentren Albaniens und den Verbindungswegen am Ostufer der Adria, namentlich die E 762, die Montenegro mit Tirana verbindet.

### Nordmazedonien

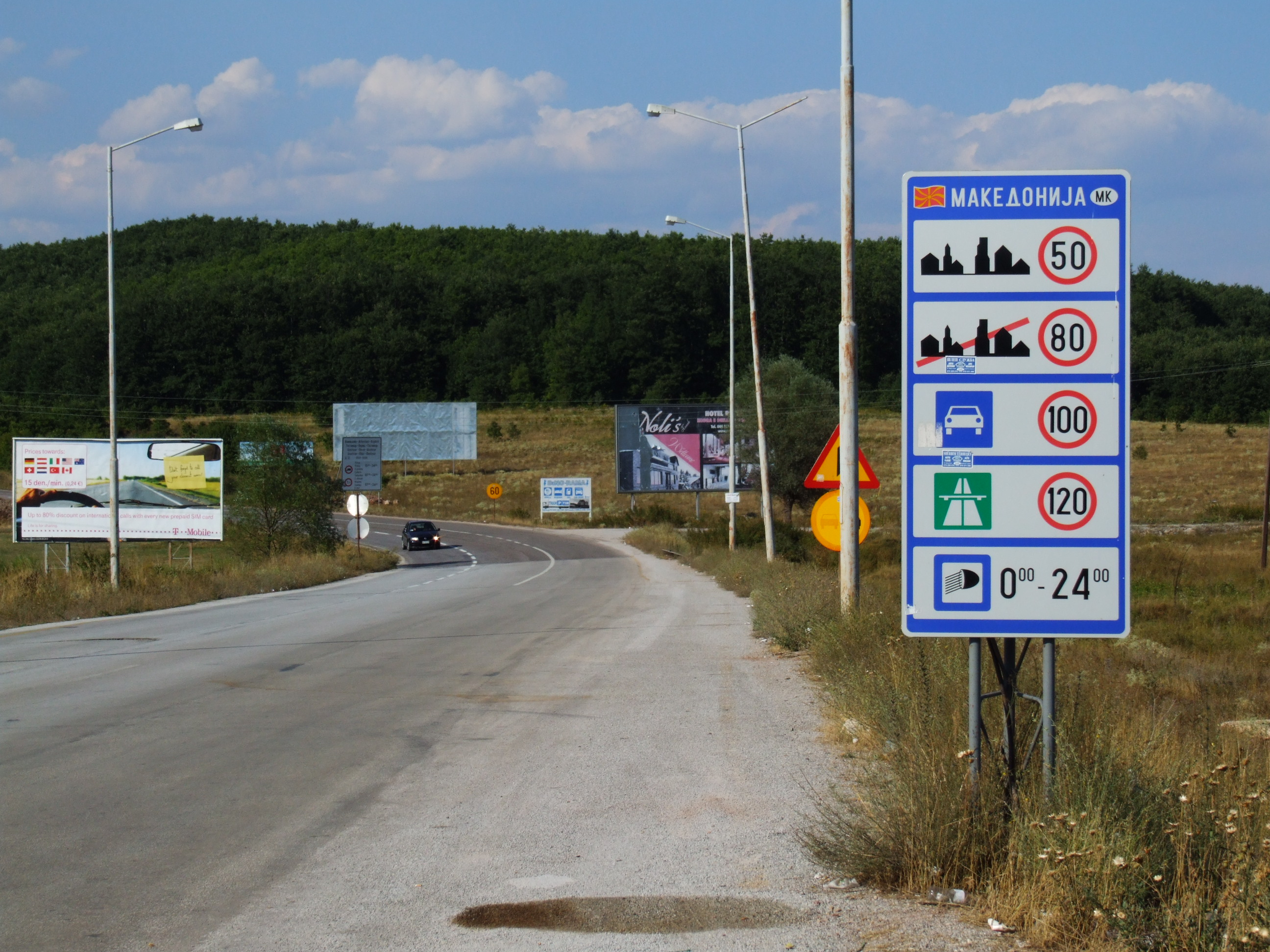
E 852 am Grenzübergang (2012)

Die E 852 beginnt im Zentrum von Ohrid. Zusammen mit der E 65 folgt sie der M5 in Richtung Nordwest am Nordostufer des Ohridsees bis Podmolje beim Flughafen Ohrid.
Dort trifft sie auf die A2 – die E 65 folgt dieser nach Norden in Richtung Skopje, die E 852 nach Westen. Schon bald erreicht sie die am Nordende des Ohridsees gelegene Stadt Struga, deren Zentrum sie im Norden passiert. Sie verläuft danach über dem Westufer des Sees nach Süden, allmählich zum Grenzübergang Qafë Thana resp. Kafasan oder Čafasan auf fast 1000 m ü. A. ansteigend.

### Albanien
Der auf Karten markierte Verlauf hat sich durch den Ausbau des Straßennetzes in Albanien – insbesondere auf der Achse Elbasan–Tirana und im Großraum Tirana – wiederholt verändert.
Vom Grenzübergang führt sie als SH 9 hinunter zur Passhöhe des Qafë Thana (937 m ü. A.), wo sie auf die SH 3 trifft. Dieser folgt sie, zuerst den Pass auf der Westseite abwärts, bis nach Elbasan. Nach Përrenjas erreicht die E 852 in Qukës das Shkumbin-Tal, durch das sie zuerst bis Librazhd nach Nordwesten, dann bis Elbasan nach Südwesten führt. Die mittelalbanische Stadt passiert sie südlich des Stadtzentrums.

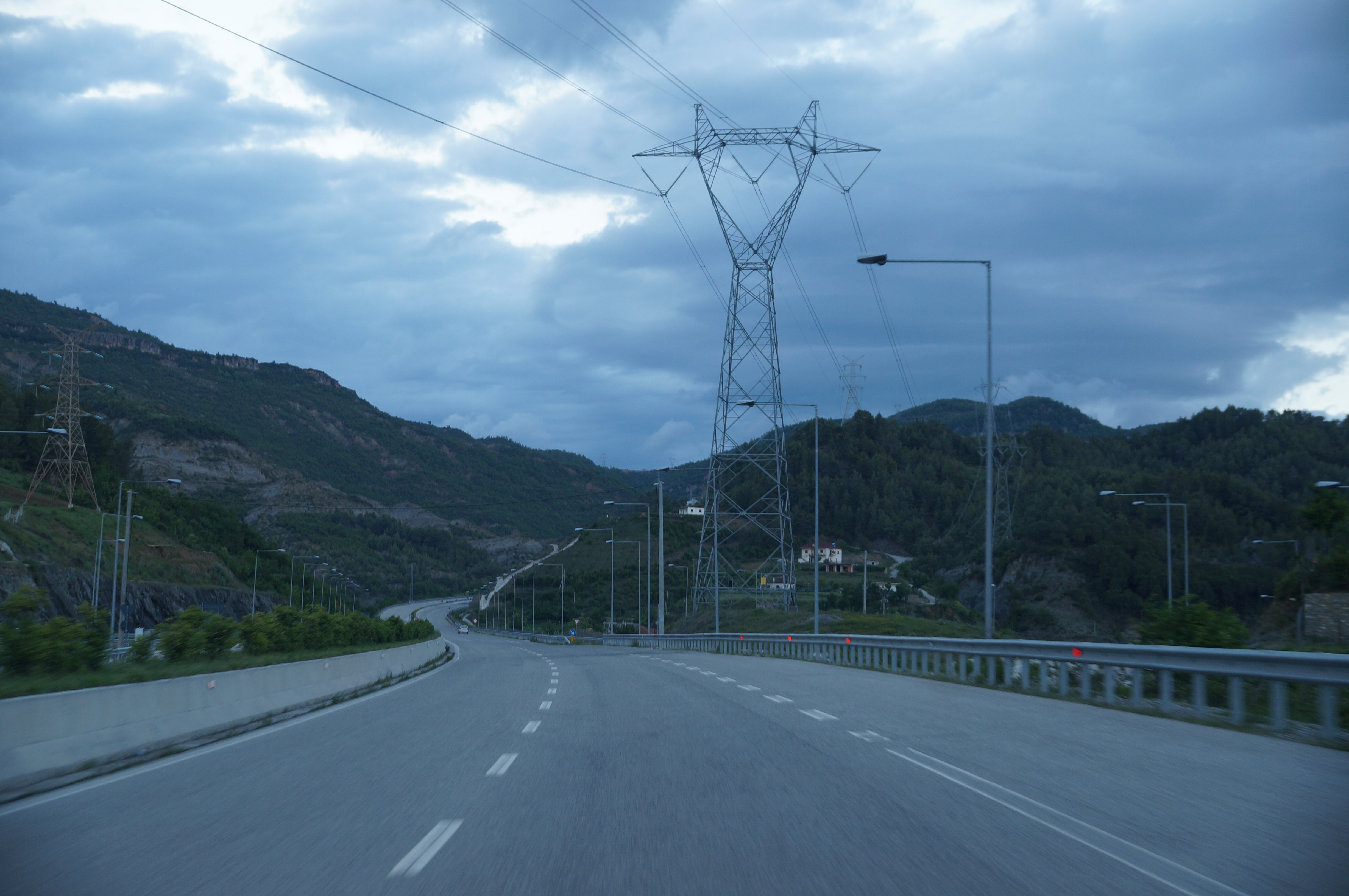
Route zwischen Elbasan und Tirana

Bei Bradashesh trennt sie sich von der SH 3, die noch immer den Krraba-Pass (800 m ü. A.) überwindet. Die Route führt auf der Autostrada A3, eine seit 2019 vollständig ausgebaute, vierspurige richtungsgetrennte Autobahn, nordwärts nach Tirana. Bis nach dem Krraba-Tunnel ist die Autobahn schon seit 2013 befahrbar. Tirana erreicht sie im Süden, passiert die Stadt westlich auf der Ringautobahn Unaza e Madhe. Die E 852 endet schließlich an der SH 2, der Autobahn Tirana–Durrës, wo sie auf die E 762 trifft.
Über die SH 2 besteht eine Verbindung zum Hafen Durrës.